# Ахейская война
Ахейская война (также называемая Коринфской войной) — военный конфликт между Римом и Ахейским союзом. Закончился падением Ахейского союза и полным подчинением Греции Риму.

## Предыстория
С уничтожением Македонии и укреплением на Балканах Рим перестал нуждаться в услугах Ахейского союза и счёл излишним существование на Пелопоннесе крупного политического объединения. Борьба за Ахейский союз была длительной и в высшей степени напряженной. Римляне играли на социальных противоречиях внутри самого Союза. Опираясь на поддержку ахейских олигархов, крупных рабовладельцев, они действовали против демократических элементов. В конце концов им удалось совершенно обессилить Ахейский союз и подготовить его военный разгром.
Вскоре после падения Македонии руководство Ахейским союзом переходит к враждебным Риму демократическим силам. Их вожди, Диэй, Критолай, Дамокрит и другие, сделали попытку облегчить положение демоса отсрочкой уплаты долгов.
Поводом к открытому столкновению Рима с Ахейским союзом послужил очередной конфликт ахейцев со Спартой. Разногласия между стратегами Союза спартанцем Меналкидом и мегалопольцем Диэем из-за взятки от жителей Оропа привели к новой междоусобной войне. Партия Демокрита, Критолая и Дэя попыталась вновь присоединить Спарту к Союзу. Спартанцы обратились к посредничеству Рима. В 147 году до н. э. в Коринф, прибыл римский посол Луций Аврелий Орест. Орест имел поручение сената поддержать Спарту и ослабить неприязнь ахейцев к Риму, но его миссия привела к обратному результату. Римский посол через глашатая объявил декрет сената об исключении из Союза городов, неродственных по крови ахейцам: Спарты, Аргоса, Орхомена и даже Коринфа. Практически это означало низведение Ахейского союза на уровень второстепенного государства.
Декрет Сената об «освобождении городов» вызвал бурное негодование. Большинство присутствующих демонстративно покинуло собрание. В Коринфе начались волнения, демократы избивали спартанцев и громили дома друзей Рима. Римское посольство поспешило оставить город и отправилось назад в Рим. По возвращении в Рим Орест доложил сенату об оскорблении римских послов. Было отправлено второе посольство, которое действовало более мягко, но также не добилось успеха.
После отъезда римского посольства в Союзе началась настоящая революция. Демократические вожди Критолай и Диэй повели энергичную агитацию против Рима. Стратег Критолай искал опоры в народных массах, для чего отменил долги. Движение приобрело социальный характер, в котором Ахейский союз был поддержан Беотией, Локридой и Фокидой. В своих выступлениях на собраниях в различных городах лидеры Союза вскрывали истинные цели римской дипломатии в разделении Ахейского союза на отдельные города и дальнейшем их подчинении. Агитацию против Рима ахейские вожди связывали с выступлениями против собственной плутократии: они отменили долги, провозгласили передел земель, объявили свободу рабов и так далее. Третье посольство римлян было встречено насмешками и оскорблениями, после чего война стала неизбежной.
Стратегом Ахейского союза с 147 года до н. э. был Диэй, принявший самые решительные меры по подготовке к войне. Диэй мобилизовал все силы на оборону страны, объявил всеобщий набор, обложил богатых граждан высоким налогом, объявил свободу 12 000 рабов, рождённых в Элладе и так далее. Таким путём была создана довольно внушительная армия. Однако общее состояние Ахейского союза было весьма непрочным. Силы населения были истощены, производство вследствие массового ухода рабов расстроено, общее настроение было подавленным, повсюду царили печаль и уныние.
Этим воспользовались сторонники олигархии, симпатии которых были на стороне Рима. На римлян они смотрели как на избавителей от всех бед. В тех местах, где римляне появлялись, богатые граждане встречали их радостными криками, с ветвями маслин в руках.

## Ход войны

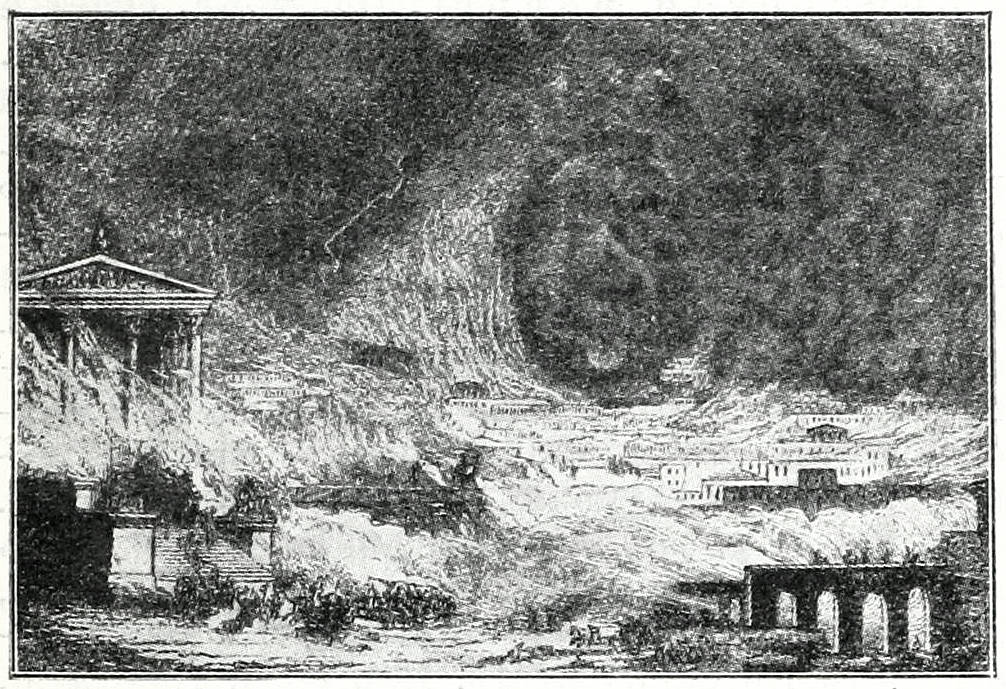
Разрушение Коринфа

Силы Рима и Ахейского союза были несопоставимы. В войне, которую римляне позднее назвали Коринфской или Ахейской, ахейцы не смогли удержать Фермопилы, потерпели поражение в сражении у Скарфея в Локриде, где погиб Критолай. Отряд из Патр был истреблен в Фокиде, аркадское войско — близ Херонеи. Отряд у Мегары разбежался при виде римских легионов.
Генеральное сражение между римскими и ахейскими войсками произошло при Левкопетре на Истме близ Коринфа в 146 году до н. э. Ахейская армия, по численности уступавшая римлянам вдвое, частью погибла или рассеялась, частью была взята в плен. Её командующий Диэй бежал в свой родной город Мегалополис и там покончил жизнь самоубийством. В качестве наказания за сопротивление римлянами был захвачен и уничтожен Коринф — последний крупный торговый конкурент римлян в Средиземноморье. Победитель греков Луций Муммий принял титул Ахейского.

## Итоги
Таким образом, Ахейский союз повторил судьбу Македонии и Этолийского союза. Благодаря дипломатии, Рим в своей политике на Балканах полностью использовал стратегию «разделяй и властвуй» (лат. divide et impera). Вначале в союзе с ахейцами и этолийцами была разгромлена Македония, далее ослаблена Спарта, пал Этолийский союз, и затем пришла очередь ахейцев.
После поражения Ахейский союз перестал существовать, все союзы Греции были распущены, а Греция окончательно утратила самостоятельность, превратившись в римскую провинцию под управлением наместника Македонии. Призрачную независимость сохранили только Спарта и Афины в знак памяти к их былой славе.